# 4e cérémonie des Africa Movie Academy Awards
La 4e cérémonie des Africa Movie Academy Awards a eu lieu le 26 avril 2008 à l'hôtel Transcorp Hilton, à Abuja, au Nigeria, pour honorer les meilleurs films africains de 2007.
La cérémonie a été retransmise en direct à la télévision nationale nigériane. L'invitée d'honneur spéciale de l'événement était l'actrice hollywoodienne Angela Bassett.
Les nommés ont été annoncés lors d'un grand rassemblement de représentants de l'industrie cinématographique africaine, d'actrices et d'acteurs africains le 19 mars 2008 à Johannesburg, en Afrique du Sud, par Peace Anyiam-Osigwe, PDG des African Movie Academy Awards,.

## Gagnants

### Récompenses majeures
Les gagnants des catégories de prix sont répertoriés en premier et mis en évidence en caractères gras,.
| Meilleure image | Meilleur réalisateur |
| --- | --- |
| - Run Baby Run - White Waters - Across The Niger - Princess Tyra - Mission To No Where - 30 Days | - Emmanuel Apea – Run Baby Run - Izu Ojukwu – White Waters - Frank Rajah Arase – Princess Tyra - Izu Ojukwu / Kingsley Ogoro – Across The Niger - Bond Emoruwa – Check Point - Teco Benson – Mission To Nowhere - Ifeanyi Onyeabor – New Jerusalem - Mildred Okwo – 30 Days |
| Meilleure actrice dans un rôle principal | Meilleure acteur dans un rôle principal |
| - Kate Henshaw-Nuttal – Stronger Than Pain - Jackie Aygemang – Princess Tyra - Stella Damasus-Aboderin – Widow - Rakiya Attah – Across The Niger - Genevieve Nnaji – 30 Days / Keep My Will                     | - Nkem Owoh – Stronger Than Pain - Van Vicker – Return Of Beyonce / Princess Tyra - Kanayo O. Kanayo – Across The Niger - O.C. Ukeje – Check Point - Peter Badejo – White Waters - Kofi Bucknor - Run Baby Run                                                              |
| Meilleure actrice dans un second rôle | Meilleur acteur dans un second rôle |
| - Joke Silva – White Waters / 30 Days - Iretu Doyle – Across The Niger - Yhama Brew – Princess Tyra - Patience Ozokwo – New Jerusalem - Bimbo Akintola – Cash Money - Uche Jombo – Keep My Will                 | - Emeka Ossai – Check Point - Jibril Hoomsuk – White Waters - Fritz Bafour – Return Of Beyonce - Chinwetalu Agu – Across The Niger - Ofia Afuluagu Mbaka – New Jerusalem |
| Meilleure actrice à venir | Meilleur acteur à venir |
| - Uju Okeke – Mission To Nowhere - Jackie Aygemang – Princess Tyra - Yvonne Nelson – Princess Tyra | - O.C. Ukeje & Jibril Hoomsuk – White Waters - Maleke Idowu – Check Point - Van Vicker – Return Of Beyonce / Princess Tyra - Kunle Fawole – Cash Money - Krossin – New Jerusalem                                                                                            |
| Meilleur enfant acteur | Best Indigenous Film |
| - Evelyn Addo – Run Baby Run - Fidelis Abdulrahman – White Waters | - Iranse Aje (Nigeria) in Yoruba - Ipa - Hafsat - Onitemi - Tabou |
| Actrice par excellence autochtone | Acteur le plus remarquable Autochtone |
| - Doris Simeon – Onitem - Laide Bakare – Iranse Aje - Fathia Balogun – Ipa - Zainab Idris – Hafsah | - Ayo Akinwale – Iranse Aje - Muyiwa Ademola – Iranse Aje / Ipa - Fathia Balogun – Ipa - Ali Nuhu – Hafsah |
| Meilleur effet | Meilleure musique |
| - Across the Niger - New Jerusalem - Iranse Aje - Ipa - Bleeding Rose | - Mirror of Beauty - White Waters - Cash Money - Run baby Run - Black friday |
| Meilleur Costume | Heart of Africa |
| - Princess Tyra - Rivals - Mirror of beauty - 30 Days - New Jerusalem | - Across the Niger - Checkpoint - New Jerusalem - White Water |
| Meilleur long métrage documentaire | Meilleur court métrage documentaire |
| - Do You Believe in Magic? – Moondog Films - Dun-dun (the talking drum) – Ibikansale D. Kayode - Bridging the Gap – Myanda Production - A Rare Gem – Packnet Productions - Families under Attack – Myandu Films | - Not My Daughter (Ghana) - Operation Smile (Nigeria) - Healthy Children, Wealthy Nation (Nigeria) |
| Best Art Direction | Meilleur scénario |
| - New Jerusalem - Rival - Across the Niger - 30 Days - Iranse Aje - Princess Tyra | - Run Baby Run - Checkpoint - White Water - Across the Niger - Mission to Nowhere - 30 Days |
| Meilleur montage | Meilleur son |
| - Divizions or Division - Run Baby Run - Across the Niger - Black Friday - Mission to Nowhere | - White Water - Mirror of Beauty - Black Friday - Across the Niger - Mission to Nowhere |
| Meilleure photographie | Meilleur maquillage |
| - White Water - Run Baby Run - Across the Niger - Princess Tyra - Mission to Nowhere - 30 Days | - Princess Tyra - New Jerusalem - Mirror of Beauty - African Soldier - Across the Niger |

### Autres récompenses
Les gagnants sont écrits en premier et enhardis[pas clair] et toutes les catégories n'avaient pas de gagnants.

#### Meilleur film de la diaspora africaine
- Par le feu (film)
- Rose qui saigne

#### Meilleur drame (court)
- Kingswill – Sirrie Mange Entertainment
- Bénédictions magiques
- Ligne de ciel

#### Meilleure animation
- Le fou – Ebele Okoye

#### Meilleur premier film d'un réalisateur
- Daniel Adenimokan (Mention spéciale)

#### Meilleure comédie
- Plus fort que la douleur

### Candidatures multiples
Les films suivants ont eu le plus grand nombre de nominations.
- 14 candidatures
  - A travers le Niger
- 12 candidatures
  - Eau vive
  - Princesse Tyra
- 9 candidatures
  - Cours bébé cours
- 8 candidatures
  - 30 jours

### Plusieurs récompenses
Les films suivants ont remporté le plus de prix lors de la Nuit
- 4 récompenses
  - Cours bébé cours
  - Eaux Blanches
- 3 récompenses
  - Plus fort que la douleur